# Versorgungsanstalt des Bundes und der Länder
Die Versorgungsanstalt des Bundes und der Länder (VBL) ist eine vom Bund und den meisten Bundesländern – außer Hamburg und Saarland – getragene Zusatzversorgungskasse für Beschäftigte im öffentlichen Dienst. Sie ist eine rechtsfähige Anstalt des öffentlichen Rechts und hat ihren Sitz in Karlsruhe.
Die VBL hat rund 4,9 Millionen Versicherte, 1,4 Millionen Rentner und 5.300 beteiligte Arbeitgeber. Damit ist sie die größte Zusatzversorgungskasse Deutschlands. Aufgabe der VBL ist, den Beschäftigten der beteiligten Arbeitgeber eine zusätzliche Alters-, Erwerbsminderungs- und Hinterbliebenenversorgung zu leisten. Ermöglicht wird dies im Rahmen einer privatrechtlichen Versicherung.
Das Kapitalvermögen betrug am Stichtag 31. Dezember 2024 65,1 Milliarden Euro.

## Geschichte
Die VBL wurde in der Weimarer Republik am 26. Februar 1929 als Zusatzversorgungsanstalt des Reichs und der Länder (ZRL) in Berlin gegründet. Aufgabe der ZRL war damals, den Arbeitern und Angestellten der Reichsverwaltung und der Verwaltungen der beteiligten Länder sowie deren Hinterbliebenen Zuschüsse zur gesetzlichen Rente zu leisten. Damit sollte eine Ungleichbehandlung zwischen Beamten und nichtbeamteten Bediensteten im öffentlichen Dienst ausgeglichen werden. 1951 wurde die ZRL in Versorgungsanstalt des Bundes und der Länder (VBL) umbenannt und nach Karlsruhe verlegt. Nach der Wiedervereinigung wurde die Zusatzversorgung 1997 auch in den neuen Bundesländern eingeführt. 2001 wurde das bisherige Gesamtversorgungsmodell, das eine Annäherung an die Ruhestandsversorgung der Beamten gewährleistet hatte, auf ein Betriebsrentensystem nach dem Punktemodell umgestellt. Das Ziel einer Annäherung bei der Altersversorgung war damit aufgegeben.

## Vorstand und Verwaltungsrat
Organe der VBL sind der Vorstand und der Verwaltungsrat.
Der Vorstand besteht aus 17 Mitgliedern, davon 3 hauptamtliche Vorstandsmitglieder.
Das satzungsgebende Organ der VBL ist der paritätisch besetzte Verwaltungsrat der VBL, der aus 38 Mitgliedern besteht. 19 Mitglieder werden vom Bundesministerium der Finanzen auf Vorschlag der Träger und 19 weitere Mitglieder werden auf Vorschlag der Gewerkschaften für vier Jahre berufen. Die Gruppe der Arbeitgebervertreter und die Gruppe der Arbeitnehmervertreter bestimmen aus ihrem Kreis je einen Vorsitzenden. Sie führen den Vorsitz im kalenderjährlichen Wechsel.

## Aufsicht
Die VBL als Einrichtung und die Pflichtversicherung VBLklassik unterliegen der Aufsicht des Bundesministeriums der Finanzen. Die freiwillige Versicherung wird in einem eigenen Abrechnungsverband geführt, der von der Bundesanstalt für Finanzdienstleistungsaufsicht beaufsichtigt wird.

## Pflichtversicherung
Das Kerngeschäft der VBL ist die auf dem Tarifvertrag über die betriebliche Altersversorgung (ATV) basierende Pflichtversicherung („VBLklassik“). Wer im öffentlichen Dienst bei einem der rund 5.300 bei der VBL beteiligten Arbeitgeber tariflich beschäftigt wird und die entsprechenden Voraussetzungen erfüllt, wird in der VBL versicherungspflichtig.
Die Pflichtversicherung beruht seit 2001 auf einem Punktemodell. In diesem System erwerben Versicherte jährlich Versorgungspunkte, die bei Eintritt des Versicherungsfalles in eine monatliche Rente umgerechnet werden. Die Höhe der jährlichen Versorgungspunkte hängt im Wesentlichen von der Höhe des beitragspflichtigen Entgelts und vom Alter des Versicherten ab.
Gemäß § 39 „Anpassung“ der VBL-Satzung vom Juni 2022 wird die Betriebsrente jährlich zum 1. Juli um 1 Prozent erhöht.

### Berechnung
Durch den Altersvorsorgeplan 2001 sowie den Tarifvertrag über die betriebliche Altersversorgung der Beschäftigten des öffentlichen Dienstes (Tarifvertrag Altersversorgung – ATV) vom 1. März 2002 haben die Tarifvertragsparteien des öffentlichen Dienstes das Zusatzversorgungsrecht grundlegend umgestaltet. Das bisherige Gesamtversorgungssystem wurde zum 31. Dezember 2001 geschlossen und durch ein Betriebsrentensystem abgelöst.
Die VBLklassik bietet die VBL im Grunde seit über 80 Jahren an. Die neue Zusatzversorgung basiert auf einem Versorgungspunktemodell. Damit wird die Gesamtbetrachtung von gesetzlicher Rente und Zusatzrente abgelöst und Leistungen unabhängig von externen Bezugssystemen wie der gesetzlichen Rentenversicherung, der Beamtenversorgung und dem Steuer- und Sozialabgabensystem erbracht. Die nach dem Punktemodell ermittelte Betriebsrente tritt zur Grundversorgung (gesetzliche Rente) hinzu und entwickelt sich davon losgelöst.
Aufgegeben wurde insbesondere auch die an die Beamtenversorgung angelehnte endgehaltsbezogene Betrachtung (Dreijahreszeitraum vor Eintritt des Versicherungsfalles). Sie wurde durch eine Formel ersetzt, die in der Zusatzversorgung die gesamte Arbeitsleistung während der Pflichtversicherung widerspiegelt. Dabei werden jährlich Versorgungspunkte ermittelt, die zwei wesentliche individuelle Komponenten berücksichtigen: das zusatzversorgungspflichtige Entgelt eines jeden Versicherungsjahres und den so genannten Altersfaktor, der die Zinseffekte der dem Punktemodell zugrunde liegenden (fiktiven) Beitragsentrichtung beinhaltet.

### Finanzierung in der VBLklassik
Zur Finanzierung der Rentenleistungen wendet die VBL sowohl das Abschnittsdeckungsverfahren als auch das Kapitaldeckungsverfahren an. Die Pflichtversicherung VBLklassik ist im Tarifgebiet West umlagefinanziert. Im Tarifgebiet Ost bestehen sowohl kapitalgedeckte als auch umlagefinanzierte Abrechnungsverbände.

#### Abrechnungsverband West
Der Abrechnungsverband West der VBL wird im Abschnittsdeckungsverfahren über Umlagen und Sanierungsgelder finanziert. Für einen Deckungsabschnitt werden die Aufwendungen ermittelt, die zur Erfüllung der Rentenleistungen während dieses Deckungsabschnitts erforderlich sind. Hinzu kommt eine Schwankungsreserve von sechs Monatsausgaben. Die Höhe der erforderlichen Umlagen und Sanierungsgelder für einen Deckungsabschnitt werden auf der Grundlage eines versicherungsmathematischen Gutachtens ermittelt.
Der Umlagesatz ist so bemessen, dass die für die Dauer des Deckungsabschnitts zu entrichtende Umlage zusammen mit den übrigen zu erwartenden Einnahmen und dem verfügbaren Vermögen ausreicht, die Ausgaben während des Deckungsabschnitts sowie der sechs folgenden Monate zu erfüllen. Seit 1. Januar 2002 beträgt der Umlagesatz 7,86 Prozent des zusatzversorgungspflichtigen Entgelts. Davon tragen die Arbeitgeber einen Anteil von 6,45 Prozent und die Beschäftigten einen Anteil von 1,41 Prozent des zusatzversorgungspflichtigen Entgelts. Daneben führen Arbeitgeber einen zusätzlichen Arbeitnehmerbeitrag zur Umlage ab.
Der zusätzliche Arbeitnehmerbeitrag dient der Finanzierung von Mehrkosten aufgrund der Veränderung der biometrischen Risiken. Er wird zunächst in einem Sondervermögen des Abrechnungsverbands West angespart. Die Höhe dieses Zusatzbeitrags ist in Prozent des zusatzversorgungspflichtigen Entgelts festgelegt und abhängig von der Anwendung des jeweiligen Tarifrechts zeitlich gestaffelt.

#### Abrechnungsverband Ost/Umlage
Im Abrechnungsverband Ost/Umlage beträgt der Umlagesatz seit dem 1. Januar 2004 ein Prozent des zusatzversorgungspflichtigen Entgelts (§ 64 Absatz 2 VBL-Satzung).
Der verantwortliche Aktuar ermittelt jährlich die erwirtschafteten Überschüsse auf der Grundlage einer fiktiven versicherungstechnischen Bilanz. Für die Berechnung gelten die gleichen Grundsätze wie im Abrechnungsverband West.

#### Abrechnungsverband Ost/Beitrag
Im Tarifgebiet Ost werden seit dem 1. Januar 2004 neben der Umlage Beiträge zum Kapitaldeckungsverfahren erhoben. Dieser wird von den Arbeitgebern und den Arbeitnehmerinnen und Arbeitnehmern je zur Hälfte getragen. Seit dem Jahr 2010 beträgt der Beitragssatz einheitlich 4 Prozent des zusatzversorgungspflichtigen Entgelts.
Neben dem Arbeitnehmeranteil am Beitrag in Höhe von 2 Prozent führen die Arbeitgeber einen zusätzlichen Arbeitnehmerbeitrag zum Kapitaldeckungsverfahren im Abrechnungsverband Ost/Beitrag abhängig von der Anwendung des jeweiligen Tarifrechts ab.

### Gerichtsverfahren
Da der Bundesgerichtshof (BGH) die Berechnung der Startgutschriften im Punktesystem am 14. November 2007 für ab 1947 geborene, bereits vor 2002 Versicherte als rechtswidrig (sowie am 29. September 2010 für beitragsfrei Versicherte) beanstandete und Teile der Satzung für unwirksam erklärte, vereinbarten die Tarifvertragsparteien eine Berechnungsänderung. Am 9. März 2016 entschied der BGH, dass auch diese Regelung zu den Startgutschriften für rentenferne Versicherte nach dem Vergleichsmodell unwirksam war. Das Oberlandesgericht Karlsruhe entschied 2021, dass die Bestimmungen zur Berechnung der Startgutschriften für rentenferne Versicherte in der Fassung nach der 23. Satzungsänderung vom März 2018 wirksam sind, ließ aber die Revision zu. Mit Urteil vom 20. September 2023 bestätigte der BGH die Wirksamkeit der im März 2018 erneut geänderten Startgutschriftenregelung der Versorgungsanstalt des Bundes und der Länder (VBL) für rentenferne Versicherte.
Der Bundesgerichtshof hat ferner zum 10. Januar 2018 gegenüber der VBL neue Grundsätze zur Berechnung des Kürzungsbetrags beim Versorgungsausgleich aufgestellt. Danach ist als Kürzungsbetrag jener Betrag maßgebend, den das Familiengericht in seinen Entscheidungen für geschiedene Ehe-/Lebenspartnerinnen oder geschiedene Ehe-/Lebenspartner in der gesetzlichen Rentenversicherung begründet hat. Bei Hinterbliebenenrenten wird für die Kürzung der Betrag herangezogen, der für die geschiedene Person der verstorbenen Ehe-/Lebenspartnerin oder des verstorbenen Ehe-/Lebenspartners in der gesetzlichen Rentenversicherung begründet wurde. Der Kürzungsbetrag ist vom Ende der Ehezeit an entsprechend der Entwicklung der gesetzlichen Rente zu erhöhen, auch während des Bezugs der Betriebsrente. Der neue Kürzungsbetrag wird vom Folgemonat der Entscheidung des Bundesgerichtshofs, also vom 1. Februar 2018 an, berücksichtigt. Daraufhin begann die VBL Ende 2020, die betroffenen Versicherten von der Höhe der Nachzahlung zu unterrichten und danach die zu Unrecht einbehaltenen Beträge, oft in beträchtlicher Höhe, an sie zu überweisen.
Die Interessen der Betroffenen vertritt nach eigener Aussage der Verein zur Sicherung der Zusatzversorgungsrente e. V.

## Freiwillige Versicherung
Die Versicherten der VBL haben die Möglichkeit, durch eigene Beiträge eine zusätzliche, kapitalgedeckte betriebliche Altersversorgung aufzubauen („VBLextra“). Dazu kann sowohl die Riester-Förderung als auch die Entgeltumwandlung als staatliche Förderung genutzt werden. Die Grundlage für die Entgeltumwandlung haben die Tarifvertragsparteien des öffentlichen Dienstes in den Tarifverträgen zur Entgeltumwandlung vereinbart.

## Renditen

### Rendite der Vermögensanlagen
Gemäß einem Zeitungsbericht aus dem Jahr 2019 lagen die damaligen „Renditen mindestens im hohen einstelligen Bereich.“ Allerdings sind mit diesen hohen Renditen auch gewisse Risiken verbunden. Aktuell gibt es Finanzierungsprobleme beim Mega-Bauprojekt Fürst in Berlin, bei dem die VBL engagiert ist.

### Nettorendite der Beitragszahlungen
Eine Studie kommt zu dem Ergebnis, dass die reale interne effektive Nettorendite für den Abrechnungsverband (AV) Ost „über der sonst marktüblich gewährten Mindestrendite im Bereich der Alterssicherung“ liegt. Für den AV West wird hingegen festgestellt, dass „sich die erzielte effektive Nettorendite nah an einem kritisch niedrigen Niveau“ bewegt. Hauptsächliche Ursache dieser geringen Rendite im AV West ist, dass mit den heutigen Umlagen der Gegenwert der zugesagten Anwartschaften aus Zeiten des Gesamtversorgungsmodells gedeckt wird. Dies führt dazu, dass seit der Einführung des Versorgungspunktemodells der „Generation, die die überhöhten Umlagen zu tragen hat, gleichzeitig die zukünftigen Leistungen gekürzt wurden“.

## Beteiligungen
Die VBL ist Gesellschafter der PD – Berater der öffentlichen Hand.
Die VBL ist seit Ende 2024 Großaktionär der Deutschen Konsum Reit AG.

## Mangelnde Transparenz
Im Oktober 2019 hat die Vertretung der Promovierenden der Universität Mannheim entschieden, sich gegenüber der VBL für eine nachhaltige und transparente betriebliche Altersvorsorge einzusetzen; es sei unklar, bei wem die VBL hohe Beträge anlege. In diesem Sinn wurde an die VBL ein Offener Brief formuliert. Diesen Brief haben seinerzeit viele Institutionen und mehr als 1000 Einzelpersonen unterschrieben. Inzwischen wird diese Initiative neben 31 Verbänden gegenwärtig (September 2021) von 1533 Einzelpersonen unterstützt. Aufschluss zu diesem Thema gibt es auch durch die Bürgerbewegung Finanzwende.